# 巢凤街道
巢凤街道是中华人民共和国贵州省貴陽市清镇市下辖的一个街道办事处。2020年5月14日，调整行政区划，巢凤街道辖水晶东部居委会、水晶西部居委会、伟宏居委会、同创居委会、扁坡村、黑泥哨村、干河坝村、王二寨村、平原哨村、毛栗山村。

## 行政区划
巢凤街道下辖以下村级行政区划单位：
伟宏社区、水晶东部社区、水晶西部社区、同创社区、王二寨村、扁坡村、平原哨村、黑泥哨村、干河坝村、毛栗山村。